# Bauermannsheide
Bauermannsheide ist eine Ortslage in der bergischen Großstadt Solingen.

## Lage und Beschreibung
Der Ort befindet sich zwischen der Bahnstrecke Düsseldorf–Solingen und dem Hermann-Löns-Weg im Westen des Solinger Stadtteils Ohligs. Er liegt am Rande des aus benachbarten Einzelhöfen und -häusern hervorgegangenen geschlossenen Wohngebietes nahe der Teichstraße nördlich der Ohligser Heide. Zwischen dem Hermann-Löns-Weg und der Bahnstrecke befindet sich heute die Gartensiedlung Heide, südlich davon der Waldfriedhof Solingen. Östlich davon liegt mit dem Erlen-Eschenwald bei Bauermannsheide ein etwa 6 Hektar großer geschützter Landschaftsbestandteil in der Stadt Solingen. Benachbarte Orte sind bzw. waren: Kovelenberg, Heide, Pannenschoppen, Dunkelnberg, Hassels, Engelsberger Hof und Verlach auf Solinger Stadtgebiet sowie Kalstert und Trotzhilden auf Hildener Stadtgebiet.

## Etymologie
Der Familienname Bauermann kommt als Bestandteil in Ortsnamen im Solinger Raum mehrfach vor, darunter auch in der Höhscheider Bauermannskulle.

## Geschichte
Bauermannsheide gehörte zur Honschaft Schnittert. Die Topographische Aufnahme der Rheinlande von 1824 verzeichnet nur ein unbenanntes Einzelhaus an der Stelle der heutigen Ortslage. Die Preußische Uraufnahme von 1844 enthält bereits zwei unbenannte Wohnplätze nördlich des heutigen Hermann-Löns-Wegs. In der Preußischen Neuaufnahme von 1893 ist der Ort als Bauermannsheide verzeichnet. In der Hofacker-Karte von 1898 liegt er unbenannt neben dem mittlerweile zusammengewachsenen Nachbarort, der als Heide benannt ist.
1832 war der Ort Teil der Honschaft Schnittert innerhalb der Bürgermeisterei Merscheid, dort lag er in der Flur II. Kovelenberger Heide. Der nach der Statistik und Topographie des Regierungsbezirks Düsseldorf als Hofstadt kategorisierte Ort besaß zu dieser Zeit 18 Wohnhäuser und zwei landwirtschaftliche Gebäude und es lebten 117 Einwohner im Ort, davon 50 katholischen und 67 evangelischen Bekenntnisses. Die Gemeinde- und Gutbezirksstatistik der Rheinprovinz führt den Ort 1871 mit vier Wohnhäusern und 33 Einwohnern auf. Im Gemeindelexikon für die Provinz Rheinland von 1888 werden zwei Wohnhäuser mit 15 Einwohnern angegeben.
Bauermannsheide gehörte zur Bürgermeisterei Merscheid, die 1856 zur Stadt erhoben und im Jahre 1891 in Ohligs umbenannt wurde. Die Bahnstrecke Düsseldorf–Ohligs wurde auf dem Abschnitt von Hilden bis Ohligs im Jahre 1894 fertiggestellt. Sie zweigt bei Kottendorf von der Bahnstrecke nach Haan ab und führt nördlich an Bauermannsheide vorbei. Seit 1979/80 diente sie ausschließlich dem S-Bahn-Verkehr, seit Dezember 2022 wird sie aber auch vom Düssel-Wupper-Express befahren.
Mit der Städtevereinigung zu Groß-Solingen im Jahre 1929 wurde Bauermannsheide ein Ortsteil Solingens. Im Jahre 1927 wurde auf dem Gelände des ehemaligen Schulgartens südöstlich der Bauermannsheide ein Vogelschutzpark eröffnet. Daraus entwickelte sich im Laufe der Zeit der heutige Solinger Vogel- und Tierpark am Hermann-Löns-Weg. Der Ortsname Bauermannsheide verschwand Ende des 19. Jahrhunderts von den Stadtplänen. Er erscheint erst im Stadtplan von 1972 wieder und bezeichnet dort die neu entstandene Kleingartenanlage neben dem Vogelpark. Seit 1980 verschwand die Bezeichnung erneut von den Stadtplänen und ist darum heute kaum noch gebräuchlich.